# 금동 당간 용두
금동 당간 용두(金銅幢竿龍頭)는 경상북도 대구광역시 국립대구박물관에 있는 통일신라 시대에 만들어진 당간 용두이다. 2004년 6월 26일 대한민국의 보물 제1410호로 지정되었다.

## 개요
금동용형당간두는 금방이라도 튀어나올 듯 두 눈을 크게 부릅뜬 채 윗입술이 S자형을 이루며 위로 길게 뻗친 입을 벌려 여의주를 물었으며 아래 위의 송곳니가 모두 위쪽을 향해 날카롭게 휘어져 있는 것이 특징적이다.
목을 앞으로 쑥 내밀어서 휘어진 역동적인 몸통에는 두 가닥의 선으로 비늘을 촘촘히 음각하였는 데, 각 비늘마다 안쪽에 꽃무늬와도 같은 문양을 새겨 넣었다.
한편 목과 만나는 입 안쪽으로 도르래가 장착된 구조로 되어 있어, 턱 밑을 뚫고 어금니 부분의 못 (리벳)으로 고정시켜 놓아 실제로 사용할 수 있도록 고안한 것으로 보이나 지금은 도르래 부분의 부식이 심하여 본래의 기능을 상실한 상태이다.
통일신라 간두로는 매우 희귀한 예로 통일신라의 조각사, 공예사 및 건축사적으로도 중요하며 또한 도르래의 사용에서 과학사적으로도 참고가 되는 중요한 유물이다.

## 같이 보기
- 당간

## 참고 자료
- 금동 당간 용두 - 국가유산청 국가유산포털